# Franz Thury
Franz Thury (* 20. September 1909 in Halbturn; † 17. Mai 1988 in Weiden am See) war ein österreichischer Politiker (ÖVP) und Landesbeamter. Thury war von 1953 bis 1956 Abgeordneter zum Burgenländischen Landtag. 

## Leben
Thury wurde als Sohn des Kleinlandwirts Paul Thury aus Halbturn geboren und besuchte die Volksschule in Halbturn. Er arbeitete als Mechaniker in Wien, wo er eine dreijährige Maschinenbauschule besuchte. Ab 8. April 1929 war Thury als Berufssoldat beim österreichischen Bundesheer und wurde 1938 in die deutsche Wehrmacht übernommen. Bis 1946 war er im Militärdienst beziehungsweise in amerikanischer Kriegsgefangenschaft. Thury arbeitete ab 1947 als Landesbeamter im Burgenland an der Bezirkshauptmannschaft Neusiedl am See.
Thury war verheiratet.

## Politik
Er trat 1947 der ÖVP bei und wurde Bezirksobmann des ÖAAB im Bezirk Neusiedl am See. Er vertrat die ÖVP zwischen dem 19. März 1953 und dem 11. Juni 1956 im Burgenländischen Landtag. 1964 zog er sich in die Pension zurück. 